# 藤原敬典
藤原 敬典（ふじわら けいすけ、1982年9月17日 - ）は、日本の男性総合格闘家、キックボクサー。埼玉県深谷市出身。スピニングガレージ/チームZST所属。元ZSTバンタム級王者。

## 来歴
美術学校在学中にOGUNI GYMに入門し、キックボクシングのプロライセンスを取得した。
2004年、秋本道場Jungle Junctionに移籍。
2006年11月23日、ZSTに初出場（GT-Fルール）。
2007年2月4日、総合格闘技デビューとなったZST SWAT! 09で牧野仁史と対戦し、時間切れドロー。
2008年2月24日、ZST.16でシーザージムの植松辰弥とシュートボクシングルールで対戦し、ドクターストップによるTKO勝ち。
2008年5月18日、ZST.17で大桑宏彰とSB-Xルールで対戦し、時間切れドロー。6月28日、SHOOT BOXING ヤングシーザー杯2008で大桑と再戦し、3-0の判定勝ちを収めた。
2008年9月12日、シュートボクシング興行で島田洸也と対戦し、0-3の判定負け。シュートボクシング4戦目で初黒星となった。
2008年11月23日、ZST.18で清水俊一と対戦し、KO勝ち。
2009年5月24日、ZST.20の初代ZSTバンタム級（-60kg）王座決定戦で裕希斗と対戦し、スタンドパンチ連打でTKO勝ちを収め王座獲得に成功した。
2009年9月21日、ZST.21で稲津航と対戦し、時間切れドローとなった。
2009年10月25日、DREAM初出場となったDREAM.12で宮下トモヤと対戦し、0-3の判定負けを喫した。
2010年2月20日、ZST.23のZSTバンタム級タイトルマッチで清水俊一と再戦し、判定勝ちで初防衛に成功した。
2010年7月3日、ZST BATTLE HAZARD 04で和田竜光と対戦し、ドロー。
2010年11月25日、ポーランドで開催されたK-1 WORLD GP 2010 IN WARSAWでK-1初参戦。地元選手でありタイトル保持者のマリウス・シェスリンスキと対戦し、判定負けを喫した。
2011年2月6日、ZST.27のZSTバンタム級タイトルマッチで清水俊裕と再戦し、5R三角絞めで一本勝ち。2度目の王座防衛に成功した。
2011年5月29日、DREAM JAPAN GPのバンタム級日本トーナメント1回戦で今成正和と対戦し、判定負けを喫した。
2011年7月16日、目を負傷した山本篤に代わりDREAM JAPAN GP FINALのバンタム級日本トーナメント3位決定戦に出場。大沢ケンジと対戦し、判定負けを喫した。
2012年3月17日、ZST.31のバンタム級タイトルマッチで房野哲也と対戦し、判定勝ちで3度目の防衛に成功した。
2012年7月7日、所属をスピニングガレージに変更した。

## 戦績

### 総合格闘技
| 総合格闘技 戦績 | 総合格闘技 戦績 | 総合格闘技 戦績 | 総合格闘技 戦績 | 総合格闘技 戦績 | 総合格闘技 戦績 | 総合格闘技 戦績 |
| --------------- | --------------- | --------------- | --------------- | --------------- | --------------- | --------------- |
| 21 試合         | (T)KO           | 一本            | 判定            | その他          | 引き分け        | 無効試合        |
| 12 勝           | 5               | 4               | 3               | 0               | 4               | 0               |
| 5 敗            | 1               | 0               | 4               | 0               | 4               | 0               |

| 勝敗 | 対戦相手               | 試合結果                                | 大会名                                                                                               | 開催年月日     |
| ○    | 房野哲也               | 5分5R終了 判定3-0                       | ZST.31 【ZSTバンタム級タイトルマッチ】                                                               | 2012年3月17日  |
| ×    | メルヴィン・ブルーマー | 5分2R終了 判定0-3                       | ZST.30 〜旗揚げ9周年大会〜                                                                           | 2011年11月23日 |
| ×    | 大沢ケンジ             | 2R（10分/5分）終了 判定0-3              | DREAM JAPAN GP FINAL -2011バンタム級日本トーナメント決勝戦- 【バンタム級日本トーナメント 3位決定戦】 | 2011年7月16日  |
| ×    | 今成正和               | 2R（10分/5分）終了 判定0-3              | DREAM JAPAN GP -2011バンタム級日本トーナメント- 【バンタム級日本トーナメント 1回戦】                 | 2011年5月29日  |
| ○    | 清水俊裕               | 5R 3:46 三角絞め                        | ZST.27 【ZSTバンタム級タイトルマッチ】                                                               | 2011年2月6日   |
| ○    | 長谷川直弘             | 2R 2:06 三角絞め                        | ZST.25 〜小谷直之デビュー10周年記念大会〜                                                            | 2010年9月26日  |
| △    | 和田竜光               | 5分2R終了 時間切れ                      | ZST BATTLE HAZARD 04                                                                                 | 2010年7月3日   |
| ○    | 杉田一朗               | 2R 1:20 KO（左フック）                  | ZST.24                                                                                               | 2010年4月18日  |
| ○    | 清水俊一               | 5分5R終了 判定                          | ZST.23 【ZSTバンタム級タイトルマッチ】                                                               | 2010年2月20日  |
| ×    | 宮下トモヤ             | 5分3R終了 判定0-3                       | DREAM.12                                                                                             | 2009年10月25日 |
| △    | 稲津航                 | 5分2R終了 時間切れ                      | ZST.21                                                                                               | 2009年9月21日  |
| ○    | 裕希斗                 | 2R 4:37 TKO（スタンドパンチ連打）       | ZST.20 【ZSTバンタム級王者決定戦】                                                                   | 2009年5月24日  |
| ○    | 田沼良介               | 2R 2:33 KO（右フック）                  | ZST.19                                                                                               | 2009年1月25日  |
| ○    | 清水俊一               | 2R 0:56 KO（左フック）                  | ZST.18 〜旗揚げ6周年記念大会〜                                                                       | 2008年11月23日 |
| ○    | 二之宮徳昭             | 1R 1:04 変形フロントチョーク            | ZST.15 〜旗揚げ5周年記念大会〜                                                                       | 2007年11月23日 |
| ×    | 川名蘭輝               | 1R 2:59 TKO（ドクターストップ：鼻負傷） | ZST.14 【VTルール】                                                                                  | 2007年10月7日  |
| ○    | 清水俊裕               | 2R 1:22 三角絞め                        | ZST SWAT! 13                                                                                         | 2007年8月26日  |
| △    | 川名蘭輝               | 5分2R終了 時間切れ                      | ZST.13                                                                                               | 2007年6月10日  |
| ○    | 杉田一朗               | 1R 0:29 KO（パンチ＆キック）            | ZST SWAT! 11 【ジェネシスバンタム級トーナメント2007 決勝】                                           | 2007年5月20日  |
| ○    | 新堀総司               | 5分2R終了 判定                          | ZST SWAT! 10 【ジェネシスバンタム級トーナメント2007 1回戦】                                          | 2007年4月1日   |
| △    | 牧野仁史               | 5分2R終了 時間切れ                      | ZST SWAT! 09                                                                                         | 2007年2月4日   |

### キックボクシング
| キックボクシング 戦績 | キックボクシング 戦績 | キックボクシング 戦績 | キックボクシング 戦績 | キックボクシング 戦績 | キックボクシング 戦績 | キックボクシング 戦績 |
| --------------------- | --------------------- | --------------------- | --------------------- | --------------------- | --------------------- | --------------------- |
| 5 試合                | (T)KO                 | 判定                  | その他                | 引き分け              | 無効試合              |                       |
| 2 勝                  | 1                     | 1                     | 0                     | 1                     | 0                     |                       |
| 2 敗                  | 0                     | 2                     | 0                     | 1                     | 0                     |                       |

| 勝敗 | 対戦相手                 | 試合結果                                  | 大会名                                                   | 開催年月日     |
| ×    | マリウス・シェスリンスキ | 3分3R終了 判定                            | K-1 WORLD GP 2010 IN WARSAW                              | 2010年11月25日 |
| ×    | 島田洸也                 | 3分3R終了 判定0-3                         | SHOOT BOXING 2008 火魂（たまし）〜Road to S-cup〜 其の伍 | 2008年9月12日  |
| ○    | 大桑宏彰                 | 2分3R終了 判定3-0                         | SHOOT BOXING ヤングシーザー杯2008                        | 2008年6月28日  |
| △    | 大桑宏彰                 | 3分2R終了 時間切れ                        | ZST.17 【SB-Xルール】                                    | 2008年5月18日  |
| ○    | 植松辰弥                 | 1R 1:58 TKO（ドクターストップ：右目負傷） | ZST.16 【SB-Xルール】                                    | 2008年2月24日  |

### グラップリング
| 勝敗 | 対戦相手 | 試合結果           | 大会名                | 開催年月日     |
| △    | 荒井真人 | 5分1R終了 時間切れ | ZST.11 【GT-Fルール】 | 2006年11月23日 |

## 獲得タイトル
- ジェネシスバンタム級トーナメント2007 優勝（2007年）
- 初代ZSTバンタム級王座（2009年）